# Hedwig Kohnová
Hedwig Kohnová (nepřechýleně Kohn; 5. dubna 1887, Vratislav, Prusko – 26. března 1964, Durham, Spojené státy americké) byla fyzička, která byla jednou z pouze tří žen, jež získaly před druhou světovou válkou habilitaci (kvalifikaci pro univerzitní vyučování v Německu) ve fyzice.
Protože byla židovského původu, během nacistického režimu byla nucena opustit Německo a poté, co se nakonec usadila ve Spojených státech, pokračovala ve výuce.

## Dětství a mládí
Kohnová se narodila v Breslau (nyní Vratislav v Polsku) jako dcera Georga Kohna, velkoobchodníka s jemnými látkami, a Heleny Hanckeové, která pocházela z dobře postavené rodiny. Oba rodiče byli němečtí židé.
Hedwiga vstoupila na univerzitu v Breslau v roce 1907 jako teprve druhá žena na katedře fyziky. V roce 1913 získala doktorát z fyziky pod vedením Otta Lummera a brzy byla jmenována Lummerovou asistentkou. Během první světové války zůstala na univerzitním ústavu fyziky a v roce 1930 habilitovala.
Lummer Kohnovou školil v kvantitativním stanovení intenzity světla, a to jak ze širokopásmových zdrojů, jako je „černé těleso“, tak z diskrétních spektrálních čar atomů a molekul.

## Útěk z Německa
Kohnová byla v roce 1933 propuštěna kvůli nacistickým předpisům, které zamezily Židům pracovat ve vládních službách.
Do roku 1938 přežívala plněním smluv o aplikovaném výzkumu v osvětlovacím průmyslu, ale pak se ocitla bez práce nebo finančních prostředků a byla velmi blízko tomu, aby se stala obětí holokaustu.
Roku 1939 získala Hedwig Kohnová vízum do Spojeného království, nicméně to bylo okamžitě zrušeno kvůli druhé světové válce. V roce 1940 dostala vízum do Švédska a okamžitě tam odjela. Poté získala vízum ze Spojených států a přesunula se tam.
Nakonec jí bylo nabídnuto dočasné pracovní místo na třech různých vysokých školách ve Spojených státech prostřednictvím pomoci Rudolfa Ladenburga, Lise Meitnerové, Herthy Sponerové, Americké asociace univerzitních žen (AAUW) a mnoha dalších. V červenci 1940 získala vízum a opustila Německo.

## Život ve Spojených státech
Cesta k její první pozici na ženské škole Univerzity v Severní Karolíně v Greensboro vedla Kohnovou přes Berlín, Stockholm, Leningrad, Moskvu, Vladivostok, Yokohamu, San Francisco a Chicago.
Rok a půl vyučovala na ženské fakultě univerzity v Severní Karolíně u Greensboro. V roce 1942 začala vyučovat na Wellesley College v Massachusetts.
V roce 1952 odešla do důchodu jako profesorka. Následně jí Hertha Sponerová, v té době profesorka fyziky na Duke University v Durhamu v Severní Karolíně, nabídla pozici výzkumné pracovnice. Kohnová zřídila na Duke University laboratoř a pokračovala ve výzkumu, kde vedla dva postgraduální studenty k doktorátu a podařilo se jí získat dva post-doktorandy.
Pracovala tam až do doby těsně před smrtí v roce 1964.

## Vědecké příspěvky
Kohnová byla Lummerem trénována v kvantitativním stanovení intenzity světla, a to jak ze širokopásmových zdrojů, jako je „černé tělo“, tak z diskrétních emisních linií atomů a molekul. Výše uvedené metody kvantitativního stanovení intenzity světla dále rozvíjela a navrhla způsoby získávání informací z měření intenzity a z tvarů spektrálních čar. Napsala 270 stran významného textu o fyzice ze 30. a 40. let v Německu, získala jeden patent a napsala četné články ve vědeckých časopisech, z nichž některé byly citovány až do osmdesátých let 20. století. Dva z jejích studentů se stali profesory v Německu.

## Vybraná bibliografie
- Müller-Pouillets Lehrbuch der Physik. (II. Auflage, unter Mitwirkung zahlreicher Gelehrter herausgegeben von A. Eucken , O. Lummer (+), E. Wätzmann. V pěti svazcích: I. Mechanik und Akustik; II. Lehre von der strahlenden Energie (Optik) ; III. Wärmelehre ; IV. Elektizität und Magnetismus ; V. Physik der Erde und des Kosmos (einschl.). Relativitätstheorie). Braunschweig: 1925–1929. Kapela II, Zweite Hälfte, Erster Teil (svazek II, 2. polovina, 1. část), editor hlasu Karl W. Meissner: 1929.
- Kohn, Hedwig. In Band II, kapitola 22, Fotometrie. 1104–1320; Kapitola 25, Temperaturbestimmung auf Grund von Strahlungsmessungen. 1428–1469; Kapitola 26, Ziele und Grenzen der Lichttechnik. 1470–1482.
- Kohn, Hedwig, Umkehrmessungen na Spektrallinien zur Bestimmung der Gesamtabsorption und der Besetzungszahlen angeregter Atomzustände, Phys. Zeitschrift 1932: 33, 957-963.

## Další literatura
- Winnewisser, Brenda P (listopad 2003). "Hedwig Kohn - eine Physikerin des zwanzigsten Jahrhunderts" [Hedwig Kohn - fyzik dvacátého století]. Physik Journal (německy): 51–57.
- Winnewisser, Brenda P. (1998). "Emigrace Hedvika Kohna, fyzik, 1940". Mitteilungen der Österreichischen Gesellschaft für Wissenschaftsgeschichte. (v němčině): 41–58. Sdělení rakouské společnosti pro dějiny vědy
- JEWISH WOMEN Paula E. Hyman, Dalia Ofer, & Alice Shalvi, eds., JEWISH WOMEN: A COMPREHENSIVE HISTORICAL ENCYCLOPEDIA. Philadelphia: Jewish Publication Society, 2007. CD-ROM, $200.00, ISBN 978-0827608672.
- Sbírka fotografií (Kohn Photo Collection)